# Kacza (řeka)
Kacza (kašubsky Kaczô nebo Kaczô Strëga, německy Katzfließ) je řeka v Pomořském vojvodství v Polsku patřící do úmoří Baltského moře.

## Popis toku
Dva prameny řeky Kacza se nachází v mokřadech u vesnice Bojano (gmina Szemud). Nejprve řeka teče severovýchodním směrem a severně od vesnice Bojano se stáčí východním směrem a vstupuje do předměstských čtvrtí Dąbrowa a Chwarzno-Wiczlino města Gdyně. Pak teče víceméně po hranici Trojměstského krajinného parku (Trójmiejski Park Krajobrazowy) a pak do něj vstoupí a stáčí se k severu. Následně podtéká rychlostní silnici S6 a stáčí se na východ, kde se u retenční nádrže „Zbiornik retencyjny Obwodnica“ (městská čtvrť Karwiny) do řeky zleva vlévá Potok Wiczliński. Kacza pak protéká propustkem pod železniční tratí a tvoří přírodní rezervaci Rezerwat przyrody Kacze Łęgi v gdyňské čtvrti Mały Kack. V této rezervaci se do ní zprava vlévá potok Źródło Marii. Následně opouští Trojměstský krajinný park a zprava přibírá Potok Przemysłowy, protéká Małym Kackem a protéká mezi gdyňskými čtvrtěmi Redłowo a Orłowo. Kacza ústí do moře za mostem přes ulici Orłowska u mola v Orłowě.

## Další informace
Kolem řeky Kacza vedou v Trojměstském krajinném parku a u jejího ústí turistické stezky a cyklostezky.

## Galerie

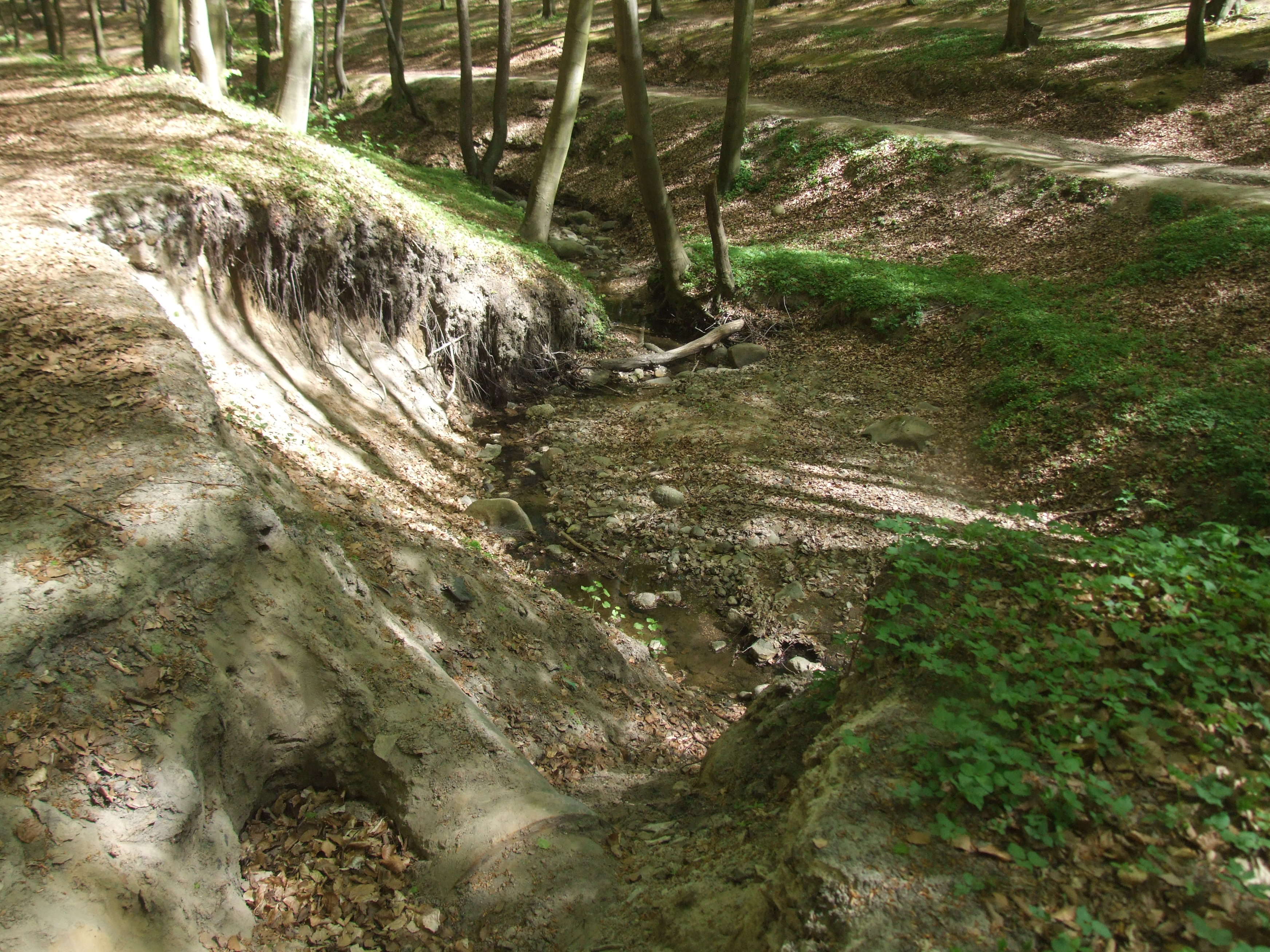
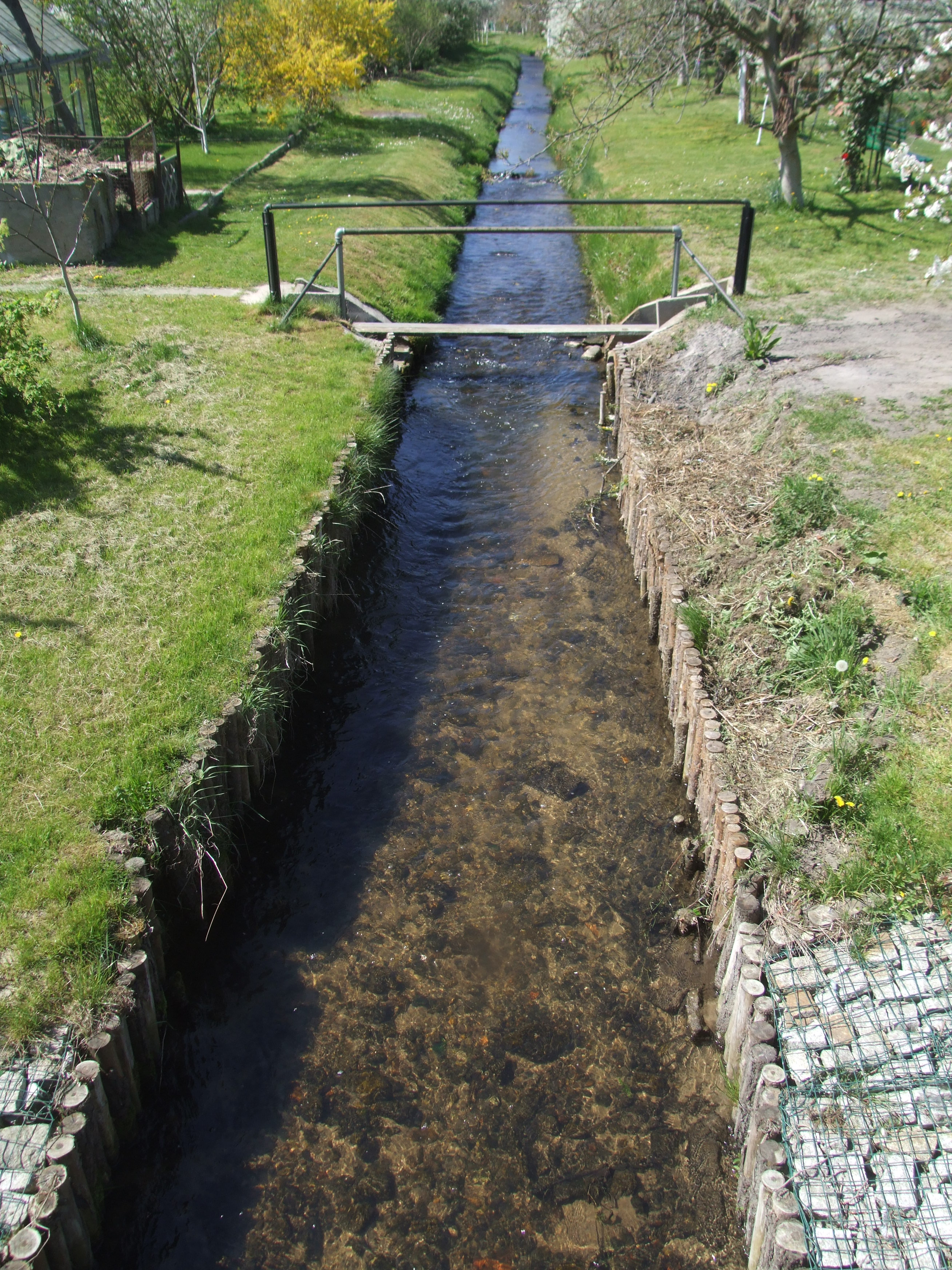
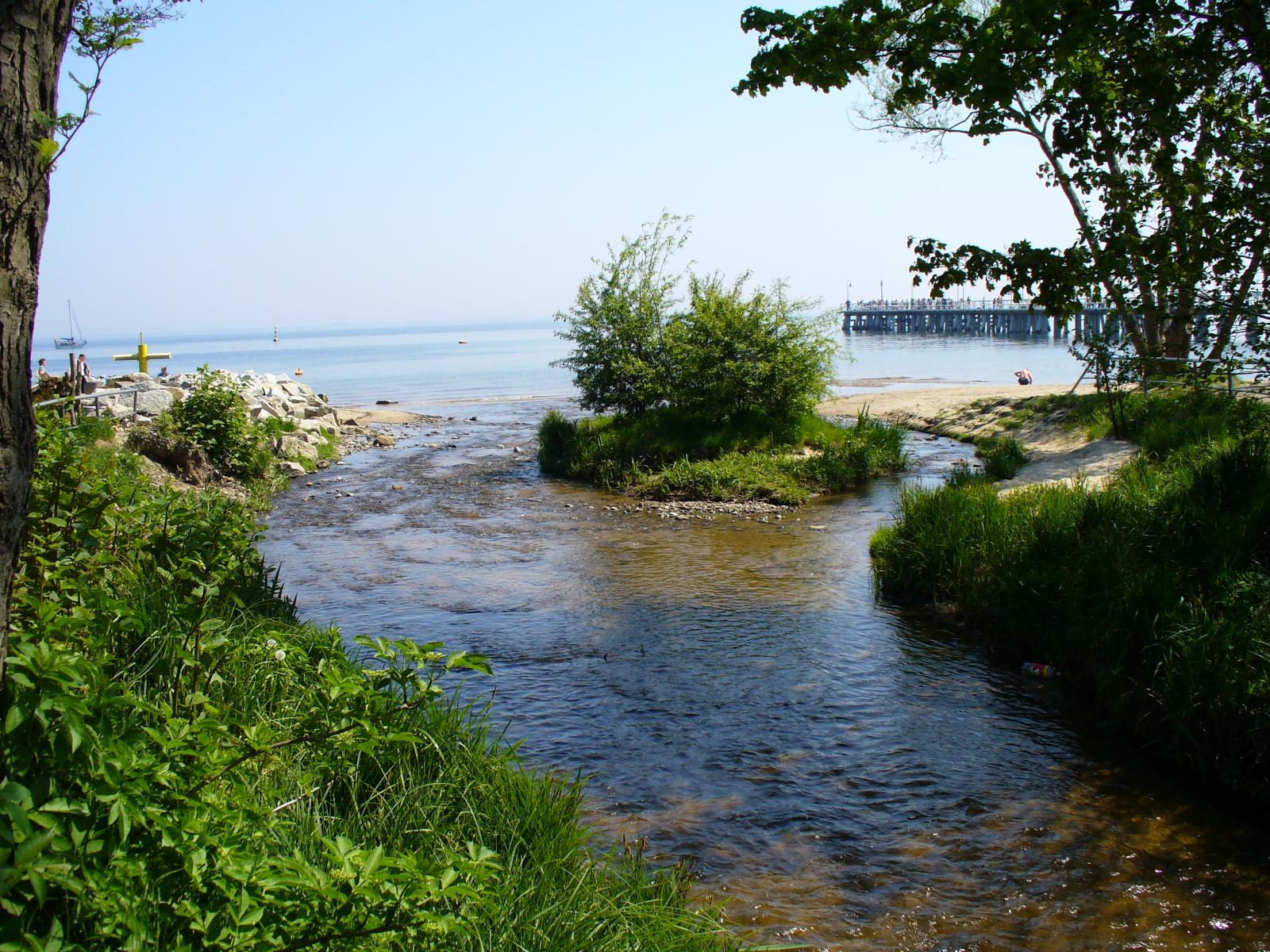
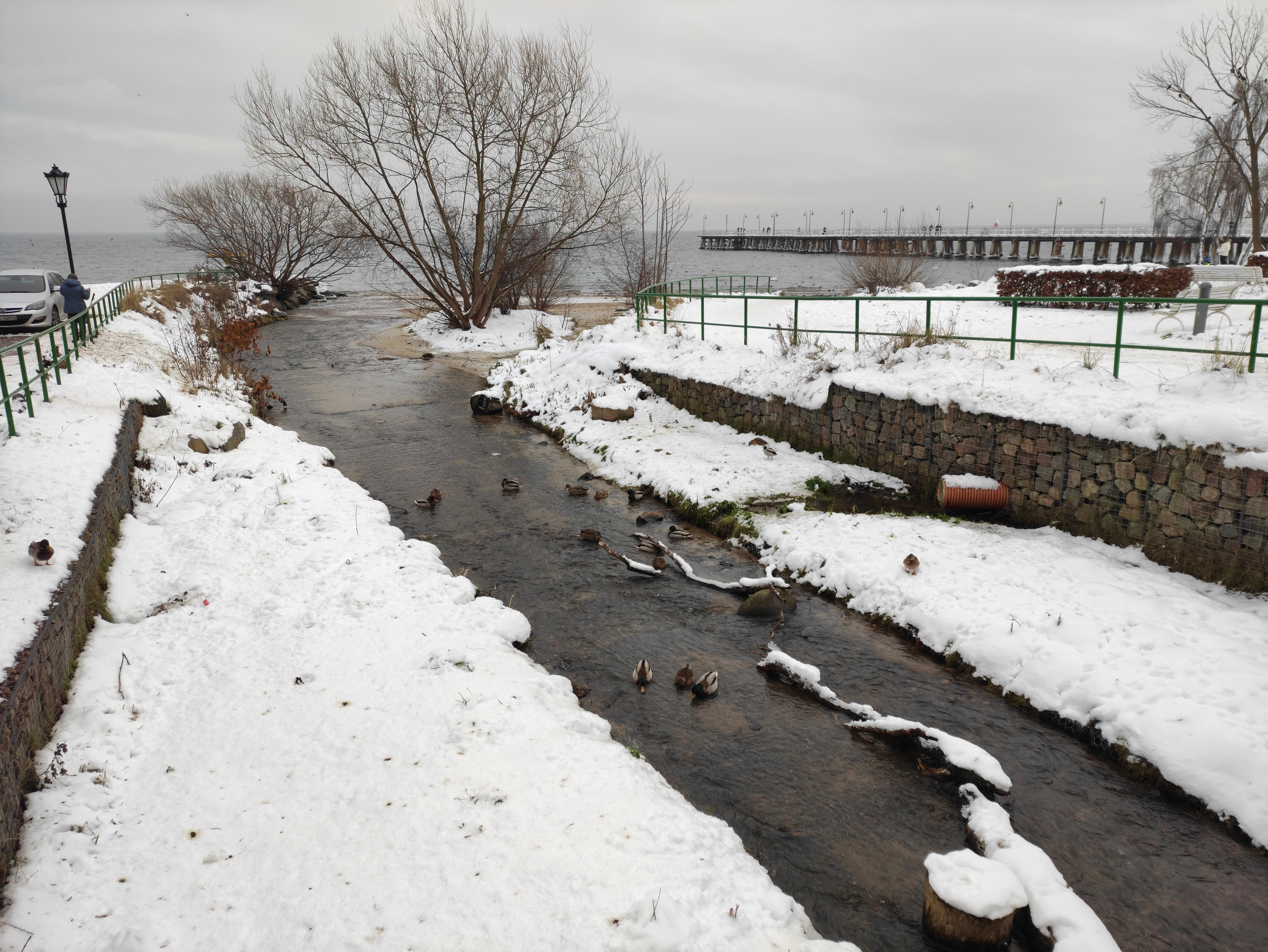